# Новий Пудлув
Новий Пудлув (пол. Nowy Pudłów) — село в Польщі, у гміні Поддембиці Поддембицького повіту Лодзинського воєводства.
Населення — 125 осіб (2011).
У 1975-1998 роках село належало до Серадзького воєводства.

## Демографія
Демографічна структура станом на 31 березня 2011 року:
|          | Загалом | Допрацездатний вік | Працездатний вік | Постпрацездатний вік |
| -------- | ------- | ------------------ | ---------------- | -------------------- |
| Чоловіки | 52      | 9                  | 32               | 11                   |
| Жінки    | 73      | 19                 | 33               | 21                   |
| Разом    | 125     | 28                 | 65               | 32                   |